# Höga Torsklobben
Höga Torsklobben är öar i Åland (Finland). De ligger i Skärgårdshavet och i kommunen Saltvik i landskapet Åland, i den sydvästra delen av landet. Öarna ligger omkring 42 kilometer norr om Mariehamn och omkring 260 kilometer väster om Helsingfors.
Arean för den av öarna koordinaterna pekar på är 3,7 hektar och dess största längd är 310 meter i nord-sydlig riktning.